# الا-باش

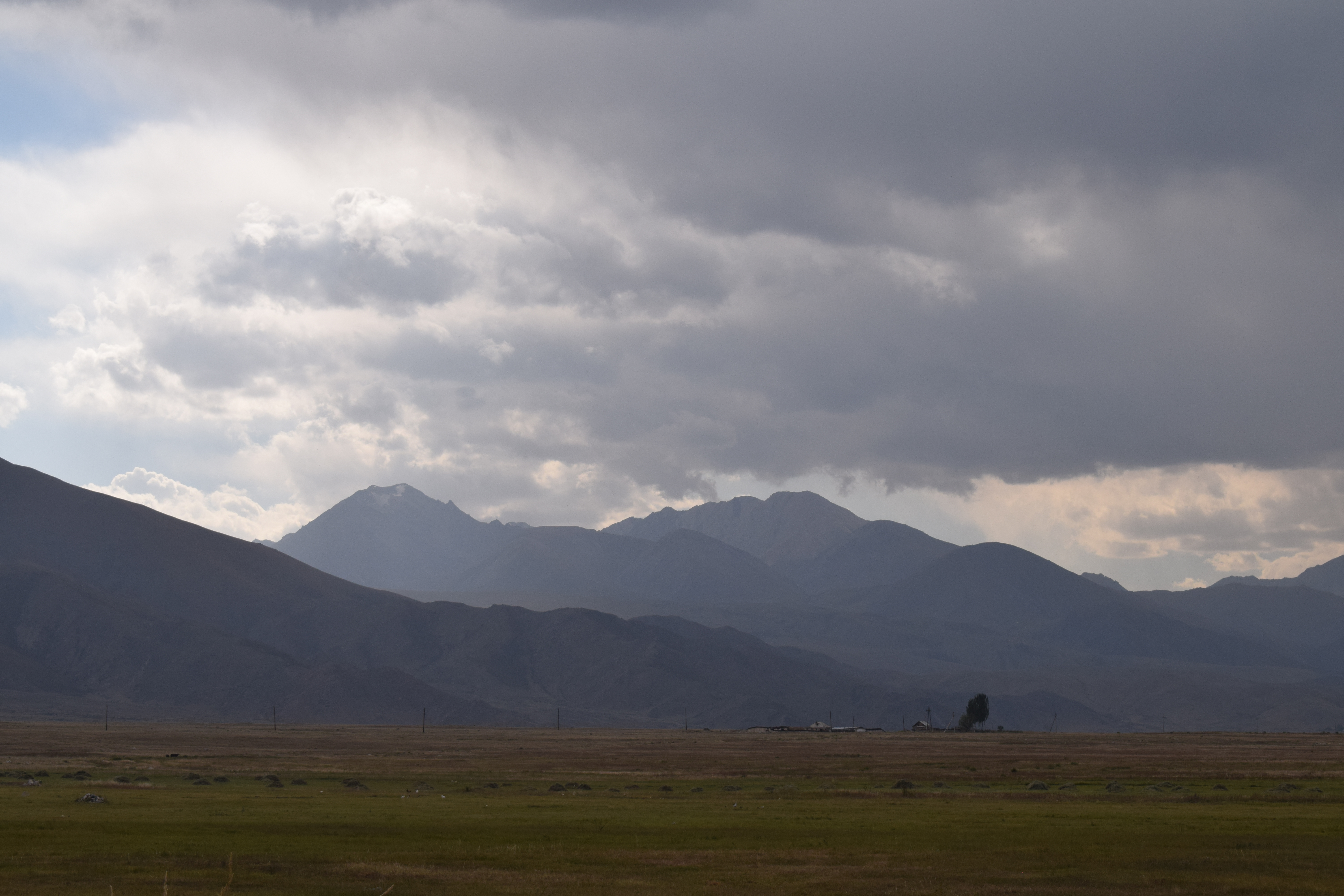
منطقه ای در قرقیزستان

الا-باش (به لاتین: Ala-Bash) یک منطقهٔ مسکونی در قرقیزستان است که در استان ایسیق‌کول واقع شده‌است.

## خصوصیات
الا-باش ۲٬۰۲۶ متر بالاتر از سطح دریا واقع شده‌است.